# 孫剣雲
孫 剣雲（そん けんうん、1914年6月 - 2003年）は、中国・北京出身の武術家。孫禄堂の長女。1995年「中国当代十大武術名師」にの一人に選ばれる。北京市西城区政協委員、中国武術段位制九段、孫式太極拳研究会会長。
9歳の時から父より太極拳・推手及び各種器械を学び、80年近く修練した。17歳の時から太極拳の指導を始め、学生は世界各地にいる。主な著書は、「孫氏太極拳」、「孫氏太極拳簡化套路」「形意八式」、「純陽剣」「孫氏太極拳・剣」、「孫禄堂武学録」等々。

## 履歴
- 1931年　父に師事し江蘇省「国術館」で教員を務める。
- 1957年　中国武術演技賽の国家名誉審判員になる。
- 1959年　中国第一期全国運動会武術試合の審判長を担当。
- 1983年「孫式太極拳」研究会を創立。
- 1985年　東京と大阪などで太極拳を演技し、講義を行う。
- 1986年　再び来日し講義を行う。